# 베르니나 레갈프역
베르니나 레갈프역(Bernina Lagalb)은 스위스 그라우뷘덴주의 폰트레시나 시정촌에 있는 기차역이다. 이 역은 래티셰 철도의 베르니나선에 위치해 있다.
역에는 3개의 통과 선로가 있으며, 그중 2개만 플랫폼과 역 건물이 있다. 라갈브봉으로 가는 케이블카의 하단역은 약 200m 떨어져 있다.
역은 인접한 케이블카와 같은 시기에 1962년에 개업했다. 역은 1934년에 만들어진 2.2km 편차의 가장 낮은 부분에 위치해 있는데, 이때 아를라스 갤러리까지의 노선은 눈사태의 위험을 피하기 위해 계곡의 서쪽으로 이동되었다. 그 날짜 이전에는 이 노선이 도로를 따라 달렸고, 1920년 눈사태로 목숨을 잃은 8명의 철도 노동자를 기리는 기념관이 옛 노선에 세워졌다.

## 운행편
다음 서비스는 베르니나 레갈프에서 정차한다.
- 레기오 : 생모리츠와 티라노 사이를 매시간마다 운행